# Сталевий пляж
«Сталевий пляж» (англ. Steel Beach) — науково-фантастичний роман американського письменника Джона Варлі 1992 року.
Роман був номінований на звання Найкращого науково-фантастичного роману на премії Г'юго та Локус.

## Сюжет
«Сталевий пляж» розгортається у всесвіті «Восьми світів» Варлі. Сонячна система була колонізована людьми, що втекли від інопланетян (відомих як «Загарбники»). Земля та Юпітер закриті для людства, але Місяць і інші планети та супутники Сонячної системи були заселені. Також існують невеликі колонії в Хмарі Оорта за межами самої Сонячної системи.
«Сталевий пляж» із назви — це Місяць Землі, найщільніше заселений світ у Сонячній системі після того, як Загарбники знищили людську цивілізацію на Землі. Назва натякає на те, що люди були метафорично викинуті на негостинний Місяць, що є паралеллю до того, як риби вибиралися на сушу під час еволюції амфібій.
Головний герой книги, Хілді Джонсон, є журналістом. Ім'я персонажа взято від чоловічого героя п'єси 1928 року та фільму 1931 року «Перша шпальта», а також від жіночого героя фільму 1940 року «Його дівчина П'ятниця» (Хілді змінює стать у середині книги). Вона/він починає виявляти проблеми під поверхнею майже утопічного суспільства, керованого Центральним комп'ютером. Центральний комп'ютер керує кожним аспектом життя кожної людини: він є урядом, судом, джерелом інформації та другом для кожного громадянина.
На початку роману Хілді починає відчувати незадоволення життям, як і багато інших на Місяці, які, наприклад, беруть участь у руйнівних заняттях на кшталт «слешбоксу» — суміші ножового бою та боксу, про яку Хілді пише репортажі. Виявляється, що Хілді неодноразово намагалася/намагався покінчити життя самогубством. Сцени, такі як обговорення самогубства з убитим слешбоксером, натякають на те, що Хілді є ненадійним оповідачем.
Перша половина історії стосується поведінки у майбутньому суспільстві, зокрема таких явищ, як індоктринація голів знаменитостей у банках, переговори зі стадами бронтозаврів про те, кого вони пожертвують для приготування бургерів, і «Діснейленди» на тему Землі, що включають змій, пісок і сонячні опіки. Головний герой виріс на фермі з вирощування бронтозаврів, якою керував суворий фермер, що не мав часу на філософські роздуми, і знаходив розраду у квазівідданості мешканців Техаського Діснейленду до автентичності.
У другій половині книги Хілді контактує з групою людей, які навчилися існувати на поверхні Місяця без скафандрів. Ці люди виявляються тими, хто ховається від Центрального комп'ютера, щоб зберегти свої технології в таємниці та не стати жертвами секретних експериментів, які Комп'ютер проводить над людьми.
Хілді дізнається, що Центральний комп'ютер намагається клонувати померлих і що це могло б розв'язати проблему її/його схильності до самогубства. Центральний комп'ютер вирішує здійснити військовий рейд, щоб ліквідувати цих людей, що призводить до власних збоїв Комп'ютера. Рейд і ідея застосувати грубу силу для розв'язання проблеми виявляються невдалими.